# 婆黎

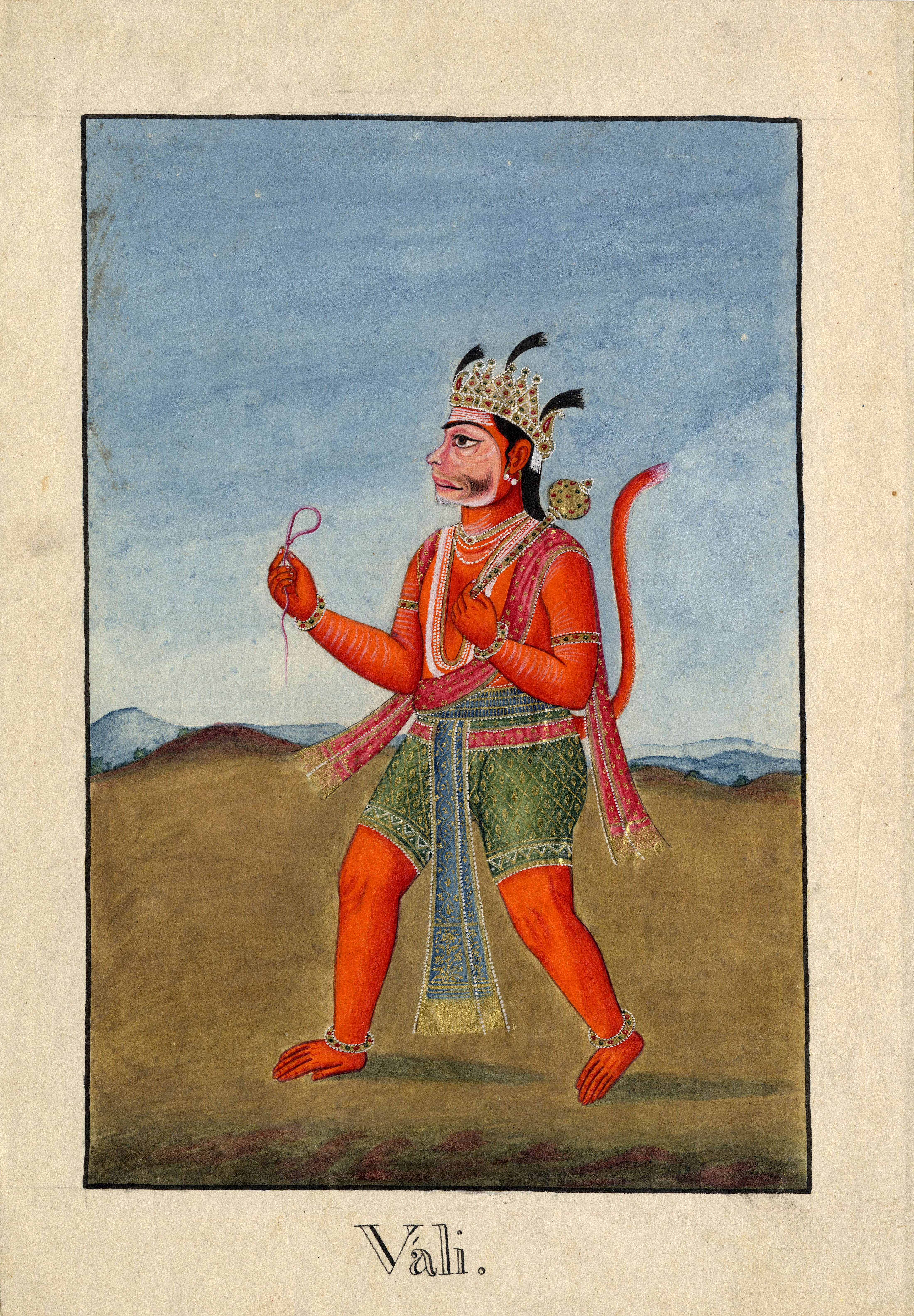

婆黎是印度史詩羅摩衍那中原先的猴王。猴國原本婆黎所統治，但婆黎在一次追殺羅剎期間，進入了山洞一整年都沒有回來，於是須羯哩婆自行繼承王位。婆黎後來回國，認為須羯哩婆背叛了自己，於是驅逐了須羯哩婆，又強佔了須羯哩婆的妻子，更與羅婆那結成同盟。而羅摩為了尋找妻子悉多，與須羯哩婆結成同盟，並協助須羯哩婆在樹後暗中射殺了婆黎。

## 延伸阅读
[在维基数据编辑]
 《欽定古今圖書集成·方輿彙編·邊裔典·婆黎部》，出自陈梦雷《古今圖書集成》